# Tomasz Dura
Tomasz Dura (ur. 25 września 1987) – polski futsalista, zawodnik z pola, reprezentant Polski, obecnie jest zawodnikiem występującego w ekstraklasie GAF Jasna Gliwice. 
Tomasz Dura jest wychowankiem Concordii Knurów. W latach 2009–2014 był zawodnikiem Rekordu Bielsko-Biała, z którym w tym czasie zdobył Mistrzostwo Polski w sezonie 2013/2014, Puchar Polski w sezonie 2012/2013 i Superpuchar Polski w 2013 roku oraz dwukrotnie zajął trzecie miejsce w ekstraklasie. Wcześniej był zawodnikiem Gwiazdy Ruda Śląska. Przed sezonem 2014/2015 dołączył do klubu GAF Jasna Gliwice. Tomasz Dura występuje także w reprezentacji Polski. Od początku sezonu 2015/2016 jest zawodnikiem AZS-u UŚ Katowice.